# Eucalyptus eudesmioides
Eucalyptus eudesmioides is een groenblijvende plant uit de mirtefamilie (Myrtaceae). De soort komt van nature voor in West-Australië. De Nyungahnamen voor de plant zijn Mallalie (Oldfield) en Myallie (Chippendale). De boom wordt tot 3 meter hoog.

## Kenmerken
De plant is eerder een malleestruik. De schors is glad en wit. Het hout is wit tot lichtbruin. De plant bloeit van maart tot april.

## Habitat
De plant groeit in zandleemgronden en in zandduinen waar ze dorre omstandigheden weerstaat. Ze wordt gevonden langs de westkust van Australië, van honderd kilometer ten noorden van Perth tot aan de golf van Exmouth en landinwaarts tot 120° oosterlengte.

## Taxonomie
De plantensoort werd voor het eerst beschreven door Von Mueller. Er zijn drie ondersoorten:
- E. eudesmioides subsp. eudesmioides, synoniem: E. eudesmioides var. globosa (Blakely). Deze ondersoort wordt onderscheiden door zijn bolvormige vruchten.[2]
- E. eudesmioides subsp. pallida
- E. eudesmioides subsp. selachiana

De soort maakt deel uit van het ondergeslacht Eudesmieae. Dit ondergeslacht heeft als karakteristieke kenmerk vier bundels meeldraden, een in elke hoek van de vierkante, baret-vormige bloemen.
... · 
E. brevistylis · 
E. camaldulensis · 
E. diversicolor (Karri) · 
E. erythrocorys · 
E. eudesmioides · 
E. globulus (Blauwe gomboom) · 
E. gomphocephala · 
E. guilfoylei · 
E. gunnii (Cidergomboom) · 
E. jacksonii · 
E. loxophleba · 
E. marginata (Jarrah) · 
E. rudis · 
E. viminalis (Suikereucalyptus) · 
E. wandoo (Wandoo) · 
...